# 近畿大学泉州高等学校
近畿大学泉州高等学校（きんきだいがくせんしゅうこうとうがっこう）は、大阪府岸和田市内畑町後谷にある私立高等学校。
元泉州銀行頭取の佐々木勇蔵によって創設された。2009年4月より近畿大学の準附属高等学校となり、それに伴って校名を改称した。

## 沿革
- 1973年 - 泉州高等学校として開校、当初は女子校。
- 1975年 - 男女併学とし、男子クラスを設置（当時、校内では男女別のクラス編成）。
- 1976年 - 女子バレー部が春の高校バレーに優勝。
- 1983年 - 選抜高等学校野球大会出場。
- 1986年 - 全国高等学校野球選手権大会出場。
- 1996年 - 完全な男女共学とする。
- 1999年 - 飛翔館高等学校に校名変更。美容コース開設。飛翔館中学校を併設。
- 2002年 - コースを大幅改編。
- 2004年 - 中学校の募集を停止。
- 2008年7月20日 - 近畿大学と21世紀教育連携パートナーシップ協定を締結。
- 2009年 - 近畿大学の準附属高等学校として、近畿大学泉州高等学校に校名変更、コースを改組。

## 著名な出身者
- 山村達也（プロ野球審判員、元プロ野球選手）
- 粕谷和彦（元プロ野球選手）
- 藤井康雄（元プロ野球選手）
- 白次謙二（元プロ野球選手）
- 上中吉成（元プロ野球選手）
- 田原晃司（元プロ野球選手）
- 谷中真二（元プロ野球選手）
- 山口弘佑（元プロ野球選手）
- 三木均（元プロ野球選手）
- 宮内和也（古生態学研究家） ※在籍中に死去

## 交通
- 南海バス 沢峯バス停。
- 阪和線 久米田駅 南へ約7.8km。

※JR東岸和田駅・熊取駅・和歌山駅、南海岸和田駅・和歌山市駅・河内長野駅・和泉中央駅からスクールバスあり。